# 카 (영화)
《카》(Cars)는 2006년 6월 9일에 개봉한 미국의 영화이다.

## 줄거리
라이트닝 맥퀸은 24세의 나스카 레이싱에 나가고 있는 자동차였다. 그러던 어느 날, 만년 2등 레이싱카 칙 힉스와 68세 경주 자동차 킹과 같이 공동 1등을 하였다. 그래서 그 3명들은 다음날, 1등을 판정내기 위한 시합을 하게 된다. 그런데, 라이트닝 맥퀸은 도중 가다가 맥퀸을 싣고 있는 차 맥이 불량 차들에 의해 트렁크문이 열리고, 문이 열려 맥퀸은 도로에 있다가 차 소리에 깨어나 작은 스프링스 마을에 오게 되면서 여러 친구들을 사귄다. 그 동안 얼떨결에 미션을 받게 되고 도로 포장하기 등을 여러 가지 미션을 하면서 마을과 정들게 된다. 그러던 어느날 밤, 닥 허드슨이 전화해서 온 레이싱 헬리콥터가 맥퀸을 찾아 다시 경주장으로 데려온다. 맥퀸이 속해 있는 팀은 스프링스 팀으로 바뀌고, 관중들을 놀라게 한다. 맥퀸은 레이싱을 하고 있었는데, 칙 힉스가 킹을 밀어 킹은 부서지고 말았다. 그것때문에 1위를 할 수 있었던 맥퀸은 1등을 포기하고, 킹을 끌고 와 결승선에 온다.자신은 마지막 3등으로 들어온채로.관중들은 이 모습에 환호했고, 1등을 한 칙 힉스를 거들떠보지도 않았다. 그 후,작은 스프링스 마을은 다시 북적거린다.

## 한국판 성우진
- 오인성 - 라이트닝 맥퀸(오언 윌슨)
- 기영도 - 메이터(래리 더 케이블 가이)
- 이선 - 샐리(보니 헌트)
- 최흘 - 닥터 허드슨(폴 뉴먼)
- 김혜미 - 플로
- 정승욱 - 칙 힉스(마이클 키튼)
- 이종구 - 킹, 하브
- 노민 - 보안관
- 장승길 - 라몬
- 이윤선 - 루이지, 제이
- 박상일 - 맥(존 래천버거)
- 김규식 - 필모어, 텍스
- 장광 - 밥 커틀레스
- 탁원제 - 대럴 카트립
- 나수란 - 리지
- 전광주 - 아나운서
- 조동희 - 상사
- 서문석 - 스놋 / 관람객
- 임은정 - 더 킹의 아내
- 조진숙 - 손님
- 최재익 - 관람객